# سرشماری ۱۹۶۱ هند
سرشماری ۱۹۶۱ هند دهمین سرشماری از مجموعه‌ای از سرشماری‌ها بود که از سال ۱۸۷۲ هر دهه در هند برگزار می‌شد.
بر طبق نتایج این سرشماری، جمعیت هند در این سال ۴۳۸٬۹۳۶٬۹۱۸ نفر بود.

## جمعیت بر پایه ایالت
| قلمرو ایالتی/اتحادیه    | جمعیت        |
| ----------------------- | ------------ |
| آندرا پرادش             | ۳۵٫۹۹ میلیون |
| آسام                    | ۱۱٫۸۷ میلیون |
| بیهار                   | ۴۶٫۴۵ میلیون |
| گجرات                   | ۲۰٫۶۳ میلیون |
| جامو و کشمیر            | ۳٫۵۶ میلیون  |
| کرالا                   | ۱۶٫۹ میلیون  |
| مادیا پرادش             | ۳۲٫۳۷ میلیون |
| مدرس                    | ۳۳٫۶۸ میلیون |
| مهاراشترا               | ۴۱٫۶۴ میلیون |
| مهاراشترا               | ۳۹٫۵۵ میلیون |
| میسور                   | ۲۳٫۵۸ میلیون |
| اودیسا                  | ۱۷٫۵۴ میلیون |
| پنجاب                   | ۲۰٫۳ میلیون  |
| راجستان                 | ۲۱٫۱۵ میلیون |
| اوتار پرادش             | ۷۳٫۷۴ میلیون |
| بنگال غربی              | ۳۴٫۹۲ میلیون |
| جزایر آندامان و نیکوبار | ۶۳٬۵۴۸       |
| دهلی                    | ۲٫۶۵ میلیون  |
| هیماچال پرادش           | ۱٫۳۵ میلیون  |
| لاکشادویپ               | ۲۴٬۱۰۸       |
| مانیپور                 | ۷۸۰٬۰۳۷      |
| تریپورا                 | ۱٫۱۴ میلیون  |
| دادرا و نگر حویلی       | ۵۷٬۹۶۳       |
| گوا، دامان و دیو        | ۶۲۶٬۹۷۸      |
| آژانس مرزبانی شمال شرق  | ۳۳۶٬۵۵۸      |
| ناگالند                 | ۳۶۹٬۲۰۰      |
| پوندیچری                | ۳۶۹٬۰۷۹      |
| سیکیم                   | ۱۶۲٬۱۸۹      |

## داده‌های زبانی
در سرشماری ۱۹۶۱، تعداد ۱۶۵۲ زبان مادری به رسمیت شناخته شد، و تمام اظهاراتی که هر فردی در زمان انجام سرشماری انجام داد، در این سرشماری لحاظ شد. با این حال، افراد اعلام‌کننده اغلب نام زبان‌ها را با لهجه‌ها، گویش‌های فرعی و گروه‌های گویش یا حتی طبقات، حرفه‌ها، مذاهب، محلات، مناطق، کشورها و ملیت‌ها مخلوط می‌کردند. بنابراین، این فهرست شامل «زبان‌هایی» با تعداد کمی از سخنوران و همچنین ۵۳۰ «زبان مادری» طبقه‌بندی‌نشده و بیش از ۱۰۰ اصطلاح غیربومی هند، از جمله اهلیت‌نام‌های نامشخص از نظر زبانی مانند «آفریقایی»، «کانادایی» یا «بلژیکی» است. اصلاحاتی به‌واسطهٔ وارد کردن دو جزء اضافی انجام شد – محل تولد یعنی روستا یا شهر و مدت اقامت (اگر در جای دیگری متولد شده باشد).